# 동물 농장 (1954년 영화)
동물 농장(Animal Farm)은 영국, 미국에서 제작된 존 핼러스 감독의 1954년 애니메이션 영화이다. 고든 헤스 등이 주연으로 출연하였고 조이 뱃첼러 등이 제작에 참여하였다.

## 출연

### 주연
- 고든 헤스 : 해설자 역
- 모리스 덴험 : 등장 동물들 역.

## 제작진
- 원작자: 조지 오웰